# Шпатківська Марія Миколаївна
Марія Миколаївна Шпатківська (нар. 8 червня 2000, Козятин) — українська легкоатлетка, срібна призерка літніх Паралімпійських ігор 2024 у Парижі. Майстер спорту України.
Представляє Вінницький регіональний центр «Інваспорт».

## Досягнення
Чемпіонка міжнародного турніру 2024 року. 
4 вересня 2024 року на дебютних Паралімпійських іграх 2024 у Парижі посіла друге місце у змаганнях зі штовхання ядра у класі F46, встановивши новий рекорд Європи, де у фіналі штовхнула ядро на 12,35 м.

## Державні нагороди
- Орден княгині Ольги ІІІ ступеня (18 вересня 2024) — За досягнення високих спортивних результатів на ХVІІ літніх Паралімпійських іграх у місті Парижі (Французька Республіка), виявлені самовідданість та волю до перемоги, утвердження міжнародного авторитету України[3]

## Особисте життя
Чоловік — Євген, український військовий, учасник російсько-української війни, отримав інвалідність внаслідок поранення.